# Les Pirates de l'île sauvage

Les Pirates de l'île sauvage (Nate and Hayes) est un film américano-néo-zélandais réalisé par Ferdinand Fairfax, sorti en 1983.

## Synopsis
Sur une île du Pacifique Sud, à la fin du XIXe siècle, Sophie et Nathanaël se marient. Durant la cérémonie, des pirates viennent enlever la mariée, laissant derrière eux un carnage. Nathanaël, avec l'aide du capitaine Bully Hayes, partira à l'aventure pour sauver sa belle.

## Fiche technique
Source principale de la fiche technique :
- Titre : Les Pirates de l'île sauvage
- Titre original : Nate and Hayes
- Réalisation : Ferdinand Fairfax
- Scénario : John Hughes et David Odell (en), d'après une histoire de David Odell et Lloyd Phillips (en)
- Direction artistique : Dan Hennah et Rick Kofoed
- Musique originale : Trevor Jones
- Décors : Maurice Cain
- Costumes : Norma Moriceau (en)
- Photographie : Tony Imi
- Montage : John Shirley
- Production : Lloyd Phillips et Robert Whitehouse
- Société de production : Paramount Pictures
- Distribution :
  - États-Unis : Paramount Pictures
  - France : Cinema International Corporation[2]
- Budget : 7,5 millions
- Pays :  États-Unis et  Nouvelle-Zélande
- Format : Couleur - Son : Dolby Digital - 1,85:1 - Format 35 mm
- Genre : comédie, aventure[3], action
- Durée : 99 minutes (96 minutes[3], 90 minutes[4])
- Dates de sortie :
  - États-Unis : 18 novembre 1983
  - France : 27 juin 1984[3]

## Distribution
- Tommy Lee Jones : Capitaine Bully Hayes
- Michael O'Keefe : Nathaniel Williamson
- Max Phipps : Ben Pease
- Jenny Seagrove : Sophie
- Grant Tilly : Comte Von Rittenberg
- Bruce Allpress : Lieutenant Blake
- William Johnson : Révérend Williamson
- Kate Harcourt : Mme Williamson
- Peter Rowley : Louis Beck
- Reg Ruka : Moaka
- David Letch : Ratbag
- Prince Tui Teka : Le roi de Ponape
- Pudji Waseso : Fong
- Peter Vere-Jones : Capitaine de la canonnière

## Box-office
| Pays ou région       | Box-office  | Date d'arrêt du box-office | Nombre de semaines |
| -------------------- | ----------- | -------------------------- | ------------------ |
| États-Unis et Canada | 1 963 756 $ | décembre 1983              | 2                  |

Le film est sorti aux États-Unis dans 925 salles.